# Köztársaság tér állomás
A Köztársaság tér állomás (örményül: Հանրապետության Հրապարակ, magyaros átírással: Hánrápetucján Hraparak, korábban: Lenin tér) a jereváni metróvonal központi állomása a Jeritaszardakan és a Zoravar Andranik megállók között.
Ez az állomás a jereváni metró egyik regrégebbi állomása, amely 1982. december 26-án nyitotta meg kapuit.

## Névváltozás
Kezdetben az állomást és a város főterét, amelyhez az állomás tartozik, Vlagyimir Iljics Leninről nevezték el. 1992-ben, alig egy évvel Örményország Szovjetunióból való kilépéséről és a független államiság létrehozásáról tartott népszavazás után, a teret és a metróállomást az Örmény Köztársaság tiszteletére átnevezték.

## Galéria

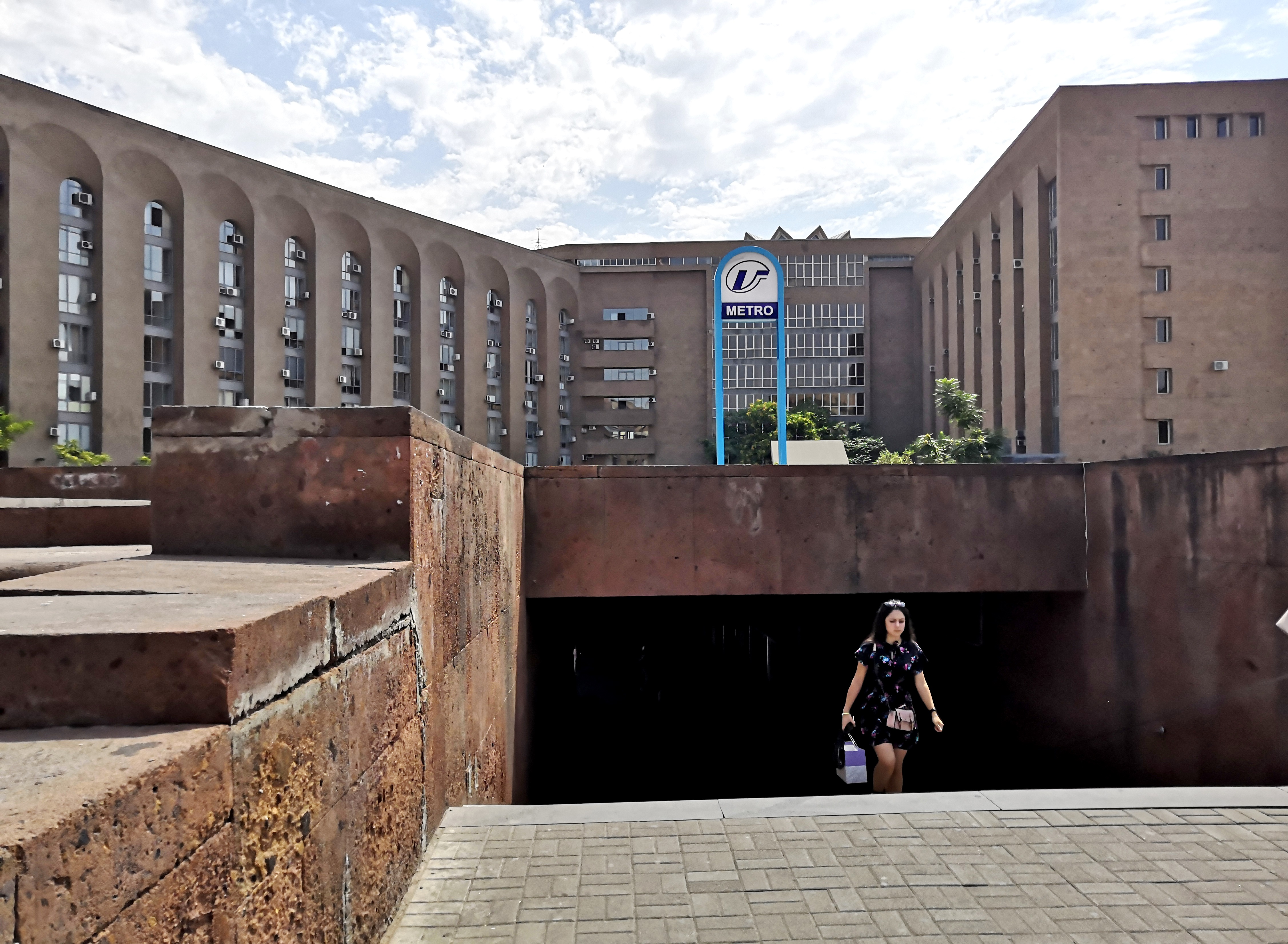
Az állomás bejárata
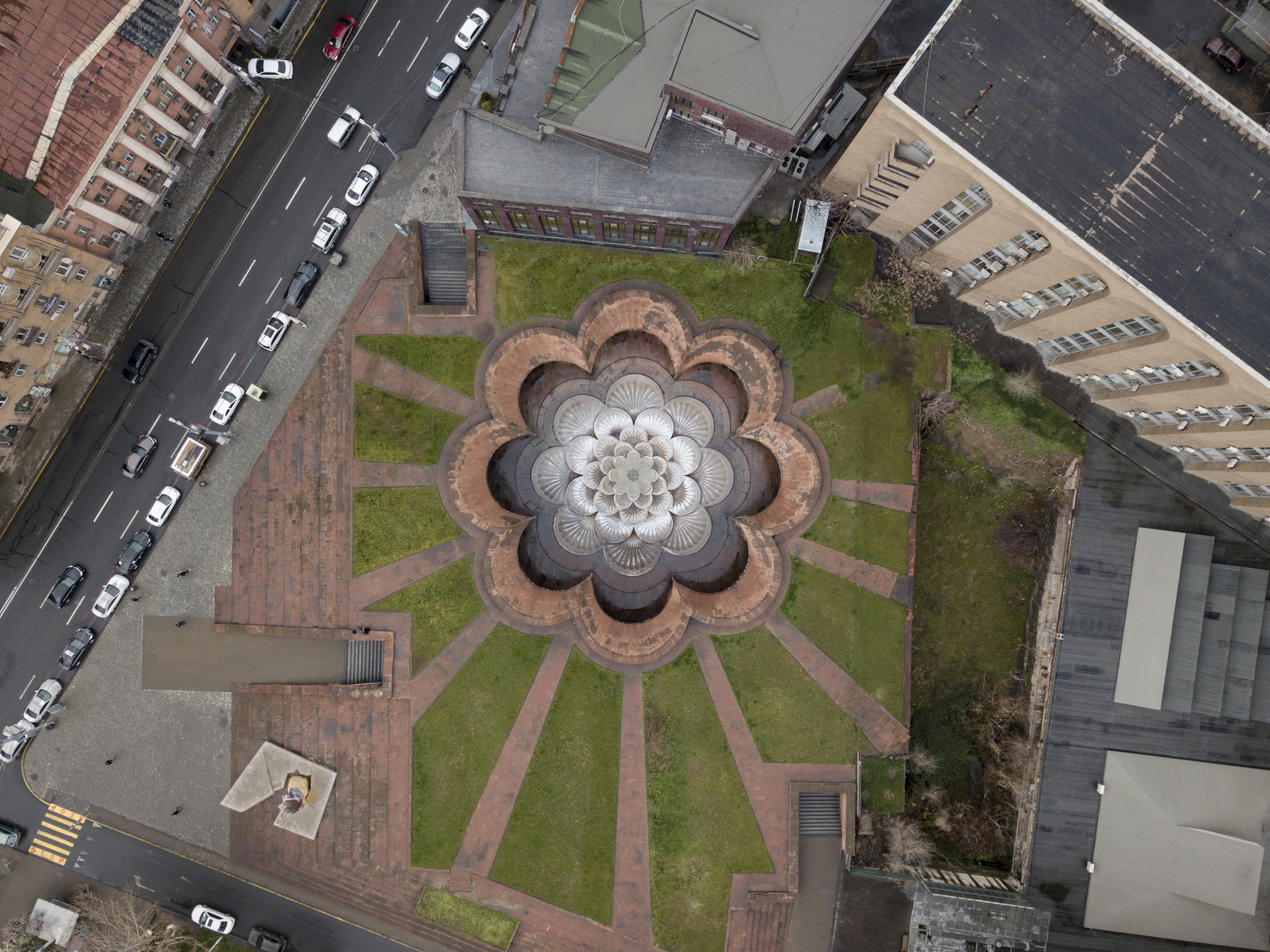
Az állomás bejárata felülnézetből
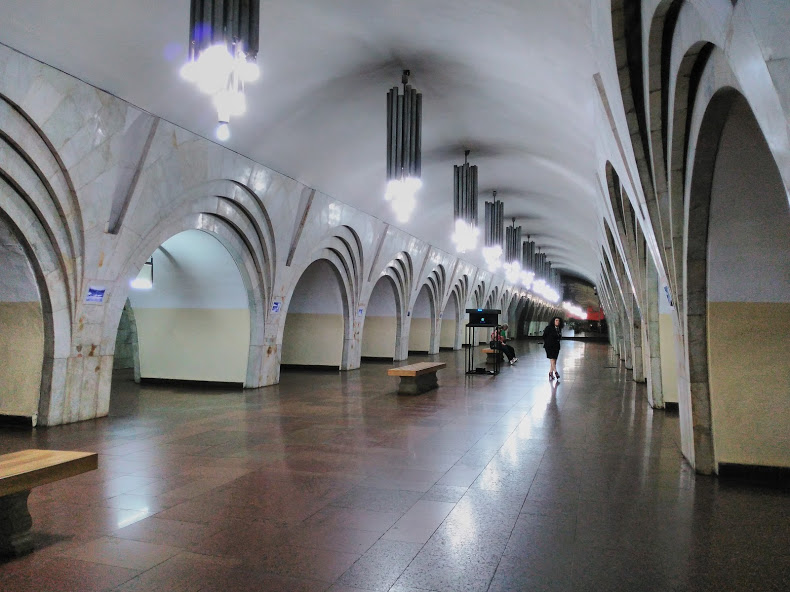
Az állomás belülről